# یلنا واسیلوسکایا
یلنا واسیلوسکایا (روسی: Елена Васильевна Василевская؛ زادهٔ ۲۷ فوریهٔ ۱۹۷۸) ورزشکار والیبال اهل روسیه است.
وی همچنین برندهٔ جوایزی همچون نشان دوستی شده‌است.
وی در مسابقات کشوری و بین‌المللی در مجموع برندهٔ ۳ مدال طلا، ۱ مدال نقره، ۱ مدال برنز شده‌است.